# Landesarbeitsgericht Nürnberg

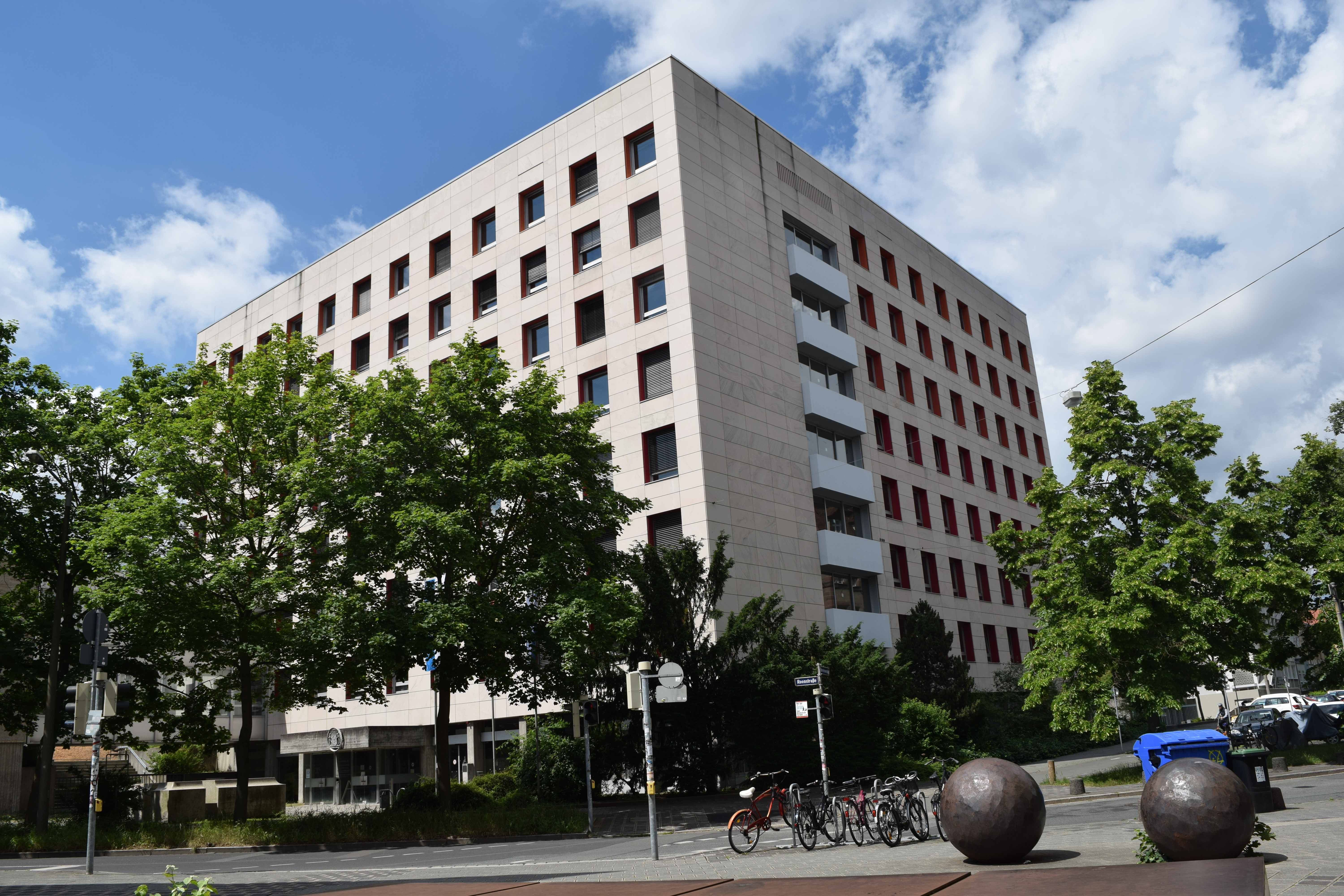
Ansicht von Nordosten

Das Landesarbeitsgericht Nürnberg ist neben dem Landesarbeitsgericht München eines von zwei Landesarbeitsgerichten im Freistaat Bayern.

## Gerichtssitz und -bezirk
Das Gericht hat seinen Sitz in Nürnberg. Es ist als Berufungs- und Beschwerdegericht zuständig für die Arbeitsgerichte Bamberg, Bayreuth, Nürnberg, Weiden und Würzburg.

## Gerichtsgebäude
Das Gericht befindet sich in der Roonstraße 20 in Nürnberg.

## Organisation
Am LAG Nürnberg waren im Januar 2024 acht Kammern gebildet, zuvor waren es neun (Stand 2006). Die Zuweisung der Rechtsstreite erfolgt nach dem Eingang der Rechtsmittelschrift. Fachkammern bestehen nicht.

## Geschichte
Gemäß Arbeitsgerichtsgesetz vom 23. Dezember 1926 wurden in Deutschland Arbeitsgerichte gebildet. Diese waren nur in der ersten Instanz organisatorisch selbstständige Gerichte, die Landesarbeitsgerichte waren den Landgerichten zugeordnet. Am Landgericht Nürnberg entstand so 1927 das Landesarbeitsgericht Nürnberg als eines von 23 Landesarbeitsgerichten in Bayern. Sein Sprengel umfasste die Arbeitsgerichte Erlangen, Fürth, Gräfenberg, Hilpoltstein, Lauf, Markt Erlbach, Neumarkt in der Oberpfalz, Neustadt an der Aisch, Nürnberg, Scheinfeld, Schwabach und Windsheim.
Da die Zahl der Landesarbeitsgerichte auf 7 reduziert wurde, wurde das Landesarbeitsgericht Nürnberg, nun als Landesarbeitsgericht Nürnberg-Fürth, bereits zum 1. Januar 1930 deutlich vergrößert. Es war nun für die Landgerichtsbezirke Amberg, Ansbach, Nürnberg-Fürth, Regensburg und Weiden zuständig. Die Landesarbeitsgerichte Amberg, Ansbach, Regensburg und Weiden wurde entsprechend zum 1. Januar 1930 aufgehoben.
Nach der Besetzung Deutschlands durch die Alliierten wurden 1945 zunächst alle Gerichte geschlossen. Die ordentlichen Gerichte wurden schon bald wieder eröffnet, während die Arbeitsgerichte zunächst nicht wieder eingerichtet wurden, so dass arbeitsgerichtliche Streitigkeiten von den ordentlichen Gerichten erledigt werden mussten. Gemäß Kontrollratsgesetz 21 vom 30. März 1946 sollten in Deutschland Arbeitsgerichte aufgebaut werden. Mit dem bayerischen Vollzugsgesetz vom 6. Dezember 1946 richtete das Staatsministerium für Arbeit und Sozialordnung am 30. Januar 1947 das Landesarbeitsgericht München als einziges bayerisches Landesarbeitsgericht ein. In Nürnberg entstand eine Zweigstelle (detachierte Kammer) des Münchener Landesarbeitsgerichtes. Diese Zweigstelle Nürnberg war nun für die Arbeitsgerichte Bamberg (mit Zweigstelle Coburg), Bayreuth (mit Zweigstelle Hof (eine vorgesehene Zweigstelle in Marktredwitz wurde nicht gebildet)), Nürnberg (mit Zweigstellen Ansbach und Weißendorf), Weiden (mit Zweigstellen Amberg und Schwandorf (eine vorgesehene Zweigstelle in Cham wurde nicht gebildet)) und Würzburg (mit Zweigstellen Aschaffenburg und Schweinfurt) verantwortlich.
Im Rahmen der Gebietsreform wurde mit Gesetz vom 12. Juni 1973 die Organisation der Arbeitsgerichte neu geordnet. Dabei entstand das Landesarbeitsgericht Nürnberg wieder neu als selbstständiges Gericht. Weiterhin bestanden darunter die fünf Arbeitsgerichte in Bamberg, Bayreuth, Nürnberg, Weiden und Würzburg mit ihnen Zweigstellen.

## Leitung
- Ab 1. Januar 1977: Otto Reiser, * 1. Dezember 1926
- Ab 1. Dezember 1991: Friedrich Wenderlein, * 12. Oktober 1929
- Ab 9. Dezember 1994 bis März 2015: Engelbert Heider, * 20. Juni 1949
- Seit 12. Juni 2015: Joachim Vetter[6][7]

## Instanzenzug
Rechtsmittelgericht für das Landesarbeitsgericht Nürnberg ist das Bundesarbeitsgericht in Erfurt.